# Willem Astanovus
Willem Astanovus I van Fézensac (- 1064) was de zoon van Almerik I van Fézensac. Hij volgde zijn vader in 1032 op als graaf van Fézensac. Hij was gehuwd met een zekere Contancia en was de vader van:
- Almerik II († 1103), zijn opvolger,
- Bernard.